# Идиобласты

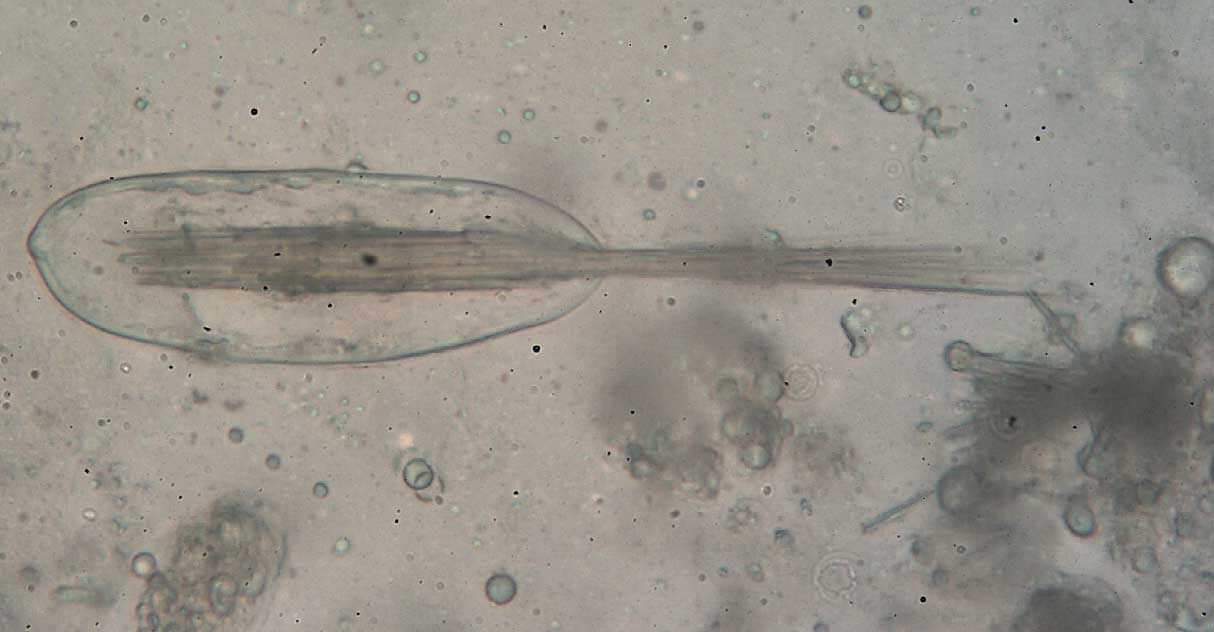
Рафиды оксалата кальция в идиобласте

Идиобла́сты — отдельные растительные клетки, резко отличающиеся от окружающих клеток по форме и величине. Идиобласты могут встречаться в любой ткани или системе тканей .
Идиобласты могут содержать масла, млечный сок, камеди, смолы, таннины, пигменты и др. Некоторые содержат кристаллы, например, острые на вкус и ядовитые кристаллы оксалата кальция в виде друз или рафид, а также силикат и карбонат кальция.
Идиобласты выполняют различные функции: вместилища кристаллов, выделений и запасных веществ, механическую функцию. Идиобласты, содержащие оксалат кальция, защищают растение от поедания животными, делая его ядовитым.